# RAB 月曜夜話
『RAB 月曜夜話』（アールエービー げつようやわ）は、2009年10月5日から青森放送ラジオで放送されている朗読番組である。

## 概要
青森放送のアナウンサーたちが、様々な文芸作品を、原則として月替わりのリレー方式で朗読する。まだ改稿を重ねていない作品執筆当時の文体で朗読するため、番組の冒頭と終わりには放送上不適切とされる表現であってもそのまま朗読する（朗読した）旨の断りを入れている。

## 放送時間
いずれも日本標準時。
- 月曜 21:30 - 21:50 （2009年10月5日 - 2016年3月7日）
- 月曜 21:30 - 21:45 （2016年3月14日 - 2016年3月21日）
- 月曜 21:30 - 22:00 （2016年3月28日 - 2019年9月23日）
- 月曜 21:45 - 22:00 （2019年9月30日 - ）[2]